# Jornalismo empresarial
Chama-se Jornalismo Empresarial a especialização da profissão jornalística na cobertura jornalística interna dos fatos de uma empresa, companhia ou corporação, bem como a produção de veículos jornalísticos voltados para circulação entre os próprios funcionários e executivos de uma ou mais empresas (jornais internos, boletins e house organs).
Jornalismo Empresarial é um ramo do Jornalismo Institucional (que inclui outras pessoas jurídicas de natureza não-lucrativa).
O Jornalismo Empresarial é um fenômeno típico e crescente da era da globalização, quando grandes empresas passam a se considerar tema suficiente para cobertura jornalística e decidem usar este tipo de atividade para se comunicar internamente com sua "comunidade" de empregados, clientes e parceiros, e também quando executivos se tornam numericamente suficientes para sustentar um público leitor.
É necessário contrastar as atividades de Jornalismo Empresarial com as de Assessoria de Imprensa.

## Temas
As pautas do Jornalismo Empresarial incluem a cobertura de eventos (decisões administrativas, fusões, aquisições, demissões, festas da empresa, anúncios de lucro), as instituições que geram produtos e fatos (diretoria e todos os departamentos/seções da empresa), as políticas públicas para a área (leis, regulamentações sobre as atividades do setor em que a companhia atua, decisões judiciais que afetem a empresa) e o dia-a-dia do setor.
De forma geral, os diretores de uma empresa querem que seus órgãos internos noticiem apenas fatos positivos e que sustentem a integridade ou credibilidade da companhia, até para manter elevado o moral dos funcionários. Além disso, como lida com um público delimitado (e, em certos casos, diminuto), o jornalista desta área deve estar especialmente atento a meandros e sutilezas das "notícias" que publica, o que inclui vaidades, interesses escusos e relações de sigilo por trás de cada informação.

## Particularidades
É imprescindível ter em mente que o Jornalismo Empresarial é de natureza institucional e jornalística. São essas as características que, juntas, vão definir a forma que a revista vai tomar: seu conteúdo, apresentação, estilo, periodicidade. Isso quer dizer:
[...] de uma lado, ele deve sustentar-se pelas qualidades do bom jornalismo, como a periodicidade respeitada, a apuração rigorosa, o texto informativo. Por outro lado, é necessário respeitar a inserção institucional [...] (LEMOS, Cláudia; GÁUDIO, Rozalia Del. Publicações jornalísticas empresariais. In: DUARTE, Jorge (Org.). Assessoria de imprensa e relacionamento com a mídia. 2. ed. São Paulo: Atlas, 2003. Pag. 284)
Torquato do Rego cita o alemão Otto Groth para anunciar aquilo que caracteriza cientificamente o jornalismo: atualidade, periodicidade, universalidade e difusão coletiva. 
Ao se falar de atualidade devemos considerar a da empresa e não da sociedade como um todo. Para algumas notícias, dois ou três dias são capazes de transformá-las em peças de museu. Na política, por exemplo, isso ocorre muito. Em uma instituição os acontecimentos se desenrolam de uma maneira mais lenta do que na sociedade. Um fato ocorrido há um mês ainda pode ser considerado como novidade.
Assim, a periodicidade de no jornalismo empresarial também deve levar em conta esses fatores. Não adianta planejar uma publicação semanal se a empresa não produz conteúdo suficiente para ser explorado. Mas ao mesmo tempo é necessário que a publicação seja editada em intervalos de tempos regulares e bem definidos.
O veículo empresarial deve ter em mente o público-alvo da instituição, é esse o universo de pessoas que se espera atingir. Não que a publicação não deva ter um conteúdo de interesse de toda a população. Mas seus esforços devem ser concentrados. Isso é uma maneira de não deixar que veículo fuja dos objetivos iniciais propostos.
O conteúdo deve ser balanceado entre informações institucionais e de interesse geral. Segundo Rego (REGO, Francisco Gaudêncio Torquato do. Jornalismo empresarial: teoria e prática. São Paulo : Summus, 1987) o excesso de informações institucionais tornaria a revista monótona e pouco lida.

## Jornalismo empresarial no Brasil
O Jornalismo Empresarial no Brasil teria nascido acompanhando o processo de industrialização, com primórdios nos anos 1940, expandindo-se na década de 1950 até se consolidar nos anos 1960.
A comunicação interna nas empresas teve impacto muito forte com a adoção das tecnologias digitais para comunicação, principalmente a internet e as intranets.
No Brasil, alguns dos maiores expoentes profissionais em Jornalismo Empresarial são Wilson Santarosa, Mario Polidoro, Carlos Alberto Barreto de Carvalho, Renato Manzano e Solange Fusco todos vencedores do Prêmio ABERJE em 2004.